# Reinhard Drechsler
Reinhard Drechsler (* 13. Mai 1948) ist ein ehemaliger deutscher Radrennfahrer, der in der DDR aktiv war.

## Sportliche Laufbahn
Der Beginn seiner radsportlichen Laufbahn lag im Jahr 1965, als er Mitglied der SG Dynamo Karl-Marx-Stadt wurde. Später wechselte er zum SC Dynamo Berlin. 1967 erhielt er seine erste Berufung in die Nationalmannschaft der DDR zur Rumänien-Rundfahrt, die er auf dem 16. Rang beendete. Es folgte ein Etappensieg beim ungarischen Mecsek-Cup und der dritte Platz in der DDR-Meisterschaft im Mannschaftszeitfahren (1969 wurde er Vizemeister). 1968 wurde er 21. in der DDR-Rundfahrt. 1969 konnte er eine Etappe in der Algerien-Rundfahrt, die er auf Platz fünf im Gesamtklassement beendete, gewinnen (1971 beendete er die Rundfahrt auf Platz 15). 1970 beendete die Polen-Rundfahrt auf dem achten Platz.

## Berufliches
Drechsler absolvierte eine Ausbildung zum Diesellokschlosser.